# Jörg Rüter
Jörg Rüter ist ein Brigadegeneral des Heeres der Bundeswehr und seit dem 29. März 2023 erster Kommandeur des neuen Kommandos Informationstechnik-Services der Bundeswehr in der Tomburg-Kaserne in Rheinbach.

## Militärische Laufbahn
Rüter war 2006 Bataillonskommandeur des Fernmeldebataillons 10 in Sigmaringen. Von 2012 bis 2012 war er in der J6-Abteilung des Streitkräfteunterstützungskommandos und später im Führungsunterstützungskommando der Bundeswehr eingesetzt. Rüter war Referatsleiter Führung Streitkräfte Z im Bundesministerium der Verteidigung in Berlin, bevor er zum 1. April 2021 Leiter NATO Advisory and Liaison Team (NALT) im Kosovo wurde. Ab dem 5. August 2022 war er Kommandeur des Betriebszentrums IT-System der Bundeswehr (BITS) in der Tomburg-Kaserne in Rheinbach, bevor er am 29. März 2023 erster Kommandeur des Kommandos Informationstechnik-Services der Bundeswehr in Rheinbach wurde.